# Racotis deportata
Racotis deportata là một loài bướm đêm trong họ Geometridae.